# Nilagiri
Nilagiri é uma cidade no distrito de Baleshwar, no estado indiano de Orissa.

## Demografia
Segundo o censo de 2001, Nilagiri tinha uma população de 14,745 habitantes. Os indivíduos do sexo masculino constituem 51% da população e os do sexo feminino 49%. Nilagiri tem uma taxa de literacia de 60%, superior à média nacional de 59.5%: a literacia no sexo masculino é de 66% e no sexo feminino é de 54%. Em Nilagiri, 13% da população está abaixo dos 6 anos de idade.